# Sten Knuth
Sten Knuth es un deportista danés que compitió en taekwondo. Ganó una medalla de bronce en el Campeonato Europeo de Taekwondo de 1992, en la categoría de –76 kg.

## Palmarés internacional
| Campeonato Europeo | Campeonato Europeo | Campeonato Europeo | Campeonato Europeo |
| Año                | Lugar              | Medalla            | Categoría          |
| ------------------ | ------------------ | ------------------ | ------------------ |
| 1992               | Valencia (España)  | Medalla de bronce  | –76 kg             |